# Kermorvan (DF P2)
Le Kermorvan (DF P2) est un patrouilleur des Garde-Côtes des douanes françaises. Lancé en 2008, c'est le navire-jumeau du Jacques Oudart Fourmentin (DF P1).

## Conception
Dans une volonté d’augmenter ses moyens et rajeunir sa flotte, les douanes françaises lancent un appel d’offres européen pour la construction de deux nouveaux patrouilleurs qui doivent permettre la réalisation de missions en mer plus longues et plus fréquentes. Le 23 janvier 2006, le contrat de construction de  deux nouveaux patrouilleurs garde-côtes des douanes, destinés à la surveillance maritime des côtes françaises est signé avec la société Socarenam de Boulogne-sur-Mer qui a remporté l’appel d'offres.
Les deux navires doivent répondre à des conditions de mer souvent difficiles en Manche et dans l’Atlantique et garantir une présence à la mer de 300 jours par an sur des missions de six jours contre deux jours au maximum pour les anciennes vedettes. Pour ce faire, le Kermorvan (DF P2) comme son navire-jumeau le Jacques Oudart Fourmentin (DF P1), possède un système antiroulis permettant la mise à l’eau en toute sécurité de leurs deux annexes. Une de ces annexes, un  Hurricane H920-10, long de 10 mètres, bénéficie d’une grande autonomie, étudiée pour lui permettre d’atteindre la distance limite de suivi par le radar du patrouilleur. Le patrouilleur possède aussi de nombreux équipements embarqués tels que des moyens de vision nocturne, de détection (deux radars de navigation), vidéo-endoscopes, densimètres, etc.
Le premier des deux nouveaux patrouilleurs Jacques Oudart Fourmentin (DF P1) est lancé en février 2007. Le Kermorvan (DF P2) est lancé en janvier 2008. Ce dernier porte le nom du phare de
Kermorvan dans le Finistère, le phare à terre le plus occidental de France. Dépendant de la direction régionale des garde-côtes (DRGC) de Nantes, le Kermorvan (DF P2) est basé à Brest, son port d'attache actuel et sa zone d'action se situe sur la façade atlantique.

## Histoire et Service
Affecté à  Brest, sa zone de patrouille s’étend sur la façade atlantique jusqu’à 24 nautiques des côtes françaises. Le navire porte de chaque bord sur son avant, le marquage AEM (Action de l'État en Mer). Il s'agit de trois bandes inclinées aux couleurs nationales, bleu, blanc et rouge. Ses missions principales sont :
- La lutte contre la fraude douanière par voie maritime (en particulier le trafic de stupéfiants)
- La contribution à l'action interministérielle de l'État en mer (la lutte contre la pollution marine, le contrôle en mer de la pêche, la sécurité en mer et la police de la navigation)
- La contribution à la lutte contre le trafic maritime des migrants (l’immigration illégale)

Il fait escale à Toulon le 4 mai 2011 dans le cadre d'un déploiement en méditerranée. Dans le cadre de ses missions, le patrouilleur et ses hommes ont permis, dans la nuit du 27 au 28 août 2011, la saisie de 1,3 tonne de résine de cannabis à Brest. La saisie a été effectuée sur un voilier battant pavillon du Danemark en provenance des îles Canaries. La valeur estimée de la marchandise est de plus de 6 millions d’euros.
En octobre 2012, le groupe Piriou de Concarneau remporte l'appel d'offres de la DGDDI (Direction Générale des Douanes et Droits Indirects) afin d'assurer le maintien en condition opérationnelle (MCO) du navire. Le contrat comprend les opérations programmées comme le carénage et la maintenance générale mais également des opérations non programmées, comme les réparations à la suite d'avaries. Sa première indisponibilité programmée pour entretien et réparation s'est déroulée à l'automne 2013 dans le port de Concarneau.
Le 14 août 2022, le Kermorvan sauve 2 naufragés dans la Manche, puis 38 naufragés le 15 août,  ramenés à Calais.